# COMIC天魔
『COMIC天魔』（コミックテンマ）とは、茜新社より出版されていた成人向け漫画雑誌である。毎月13日頃に発売されていた。

## 概要
1998年、茜新社より『COMIC天魔』の創刊号（1998年6月号）が発売された。当初の『COMIC天魔』は、表紙に「美少女ゲームコミック&美少女オリジナルコミック」と書かれている通り、美少女ゲームの元ネタの漫画が掲載されていた。1999年7月号より、表紙に「成年向け雑誌」という表示がつくようになった。
2006年9月号において通算100号を迎え、表紙のデザインが変更された。それまで表紙に「COMIC天魔」と表記していたものを「COMIC TENMAコミックテンマ」と表記するようになった。2008年6月号には創刊10周年を迎えた。また、美少女キャラの図書カードやタオルなどの誌上通販も行われている。表紙イラストは2006年3月号からうるし原智志が表紙とピンナップを継続して担当していた。
漫画賞も開催しており、2006年2月号において第1回TENMA大賞受賞作品が発表された。その後、2010年12月号において第11回TENMA大賞受賞作品を発表した後に、「COMICTENMA持ち込み大賞」にリニューアルされた。
1998年6月号より通巻216号となる2016年5月号（2016年4月発売）で休刊。

## 連載漫画
| 作品名                    | 作者（作画） | 原作者など | 開始         | 終了         | 注記                |
| ------------------------- | ------------ | ---------- | ------------ | ------------ | ------------------- |
| あいらんど                | まぐろ帝國   |            | 2007年11月号 | 2009年11月号 |                     |
| 家庭の事情                | まぐろ帝國   |            | 2005年12月号 | 2006年6月号  |                     |
| 退魔師 姫乃               | たいらはじめ |            | 2005年10月号 | 2006年2月号  |                     |
| エルリア                  | たいらはじめ |            | 2006年10月号 | 2007年4月号  |                     |
| 瑠璃色の花                | たいらはじめ |            | 2007年5月号  | 2007年12月号 |                     |
| 御堂按摩院にようこそ      | たいらはじめ |            | 2008年3月号  | 2008年9月号  |                     |
| エルフ騎士マリカ 淫辱遊戯 | たいらはじめ |            | 2008年11月号 | 2009年7月号  |                     |
| たゆたゆ                  | 大和川       |            | 2008年7月号  | 2009年4月号  | 2009年7月号は番外編 |

## 主な執筆作家

### 2010年代
- 筧
- 葵渚
- 赤賀博隆
- 有馬侭
- 安藤裕行
- いるまかみり
- 上杉響士郎
- うさぎなごむ
- 内々けやき
- 右脳
- うましか
- うるし原智志
- エレクトさわる
- 追矢斧晃
- 狼亮輔
- 尾鈴明臣
- 加画都
- 神楽雄隆丸
- 一弘
- 金田麻生
- かわいそうな子
- 瓦屋A太
- 木静謙二
- 岸里さとし
- きひる
- きみおたまこ
- 草原空貴
- 故障少将
- 早乙女もこ乃
- 佐桂蓮弥
- ザキザラキ
- 砂浜のさめ
- 皐月芋網
- さとう蜜家
- 左橋レンヤ
- サンゴショウ
- シオマネキ
- ZION
- 四条定史
- 篠塚裕志
- シャチカマボコ
- ジャム王子
- 十羽織ましゅまろ
- 憧明良
- 昇龍亭圓楽
- 白家ミカ
- ジロウ
- しんどう
- 神保玉蘭
- 鈴木和
- ズンダレぽん
- 関谷あさみ
- 戦国くん
- 倉子倉次
- 園崎宗一
- 孫陽州
- 大秦国王安敦
- 高苗京鈴
- 蛇足せんたろう
- TANA
- 刻田門大
- 灯ひでかず
- ともつか治臣
- 中村博文
- 中山哲学
- ナックルカーブ
- 猫玄
- ヌクヌクオレンジ
- ぬるむ
- のるたる
- 畠山桃哉
- 八葉一片
- はましま薫夫
- 春風道人
- 博
- 藤咲真
- 藤島製1号
- ぶるまにあ
- 変熊
- ほずみけんじ
- ホーミング
- まぐろ帝國
- まじろー
- 祭丘ヒデユキ
- まばん
- 豆
- 丸井環
- 丸和太郎
- 真秀
- 丸新
- 緑のルーペ
- 水無月十三
- MINITITY
- 薬味紅生姜
- 大和川
- 止田卓史
- 悠宇樹
- 柚木N'
- 吉岡宏純
- 蘭宮涼
- りょう
- LINDA
- わらしべ

## アニメ化作品
いずれもアダルトアニメ。
| 作品       | 発売年          | アニメーション制作 |
| ---------- | --------------- | ------------------ |
| メイド姉   | 2011年          | Y.O.U.C.           |
| First Love | 2012年          | N/A                |
| たゆたゆ   | 2013年 - 2014年 | studio9Maiami      |